# Маргарита – Хуачая (газоконденсатне родовище)
Маргарита — Хуачая (Margarita-Huacaya) — газоконденсатне родовище на півдні Болівії в департаменті Тариха, одне з найбільших родовищ країни.

## Характеристика
Відкрите у 1998 році розвідувальною свердловиною Margarita-x1. Поклади вуглеводнів знаходяться на глибинах понад 4 км у відкладеннях девонського періоду. Колектори — пісковики. Джерелом нафтогазоносності є відкладення силуру.
На початку 2000-х років існували надзвичайно оптимістичні оцінки потенціалу південних родовищ Болівії. Звучала інформація про їх підтверджені запаси у більш ніж 1 трлн м³, у тому числі найбільші саме у Маргарити — 379 млрд м³. Проте вже у 2005 році були озвучені дані, за якими підтверджені запаси болівійських родовищ набагато (до чотирьох раз) менші. На початку 2010-х років новий аудит компанії Ryder Scott обчислив підтверджені запаси Маргарити на рівні всього  61 млрд м³. Утім, подальша розвідка може все-таки суттєво збільшити цей показник. У 2008 році відкрили продовження Маргарити на північ — Хуачая. А у 2015-му знайдено нові поклади на глибинах 6 км.
Родовище розташоване в блоці Caipipendi, оператором розробки якого є іспанська компанія Repsol, контракт з якою у 2016 році подовжили до 2046-го. Першу установку з підготовки природного газу запустили у 2004. Станом на 2016 рік пробурено 9 свердловин та досягнуто рівня видобутку у майже 7 млрд м³ на рік.
Для постачання продукції родовища на експорт у 2011 році введено в дію новий газопровід до Аргентини GIJA.